# Purgatory Peak
Der Purgatory Peak (englisch für Fegefeuerberg) ist ein Berg im ostantarktischen Viktorialand. Er ragt 3 km südwestlich des Pond Peak in der Saint Johns Range auf.
Die neuseeländische Nordgruppe der Commonwealth Trans-Antarctic Expedition (1955–1958) benannte ihn nach den Wetter- und Geländebedingungen, auf die sie bei der Erkundung des Bergs traf.